# ミズーリ (戦艦)
ミズーリ（USS Missouri, BB-63）は、アメリカ海軍の超弩級戦艦。アイオワ級の3番艦。艦名はアメリカ合衆国24番目の州に因む。この名を持つ艦としては4隻目。愛称は「Mighty Mo」あるいは「Big Mo」。
当時の副大統領であるハリー・S・トルーマンの出身のミズーリ州に因んでミズーリが選定された。太平洋戦争での日本の降伏文書調印式場として、甲板上が使用された歴史的な戦艦である。第二次世界大戦終結後は朝鮮戦争に参加した。その後は予備役となったが、「600隻艦隊構想」に基づき近代化改修が行われて1986年に現役復帰し、イラン・イラク戦争中の船団護衛任務や湾岸戦争に参加した。1992年に退役した後は、1999年からハワイ州パールハーバーで記念艦として保存されている。しばしば映画にも登場し、『沈黙の戦艦』、『パール・ハーバー』、『バトルシップ』に登場した有名な米国戦艦である。

## 艦歴

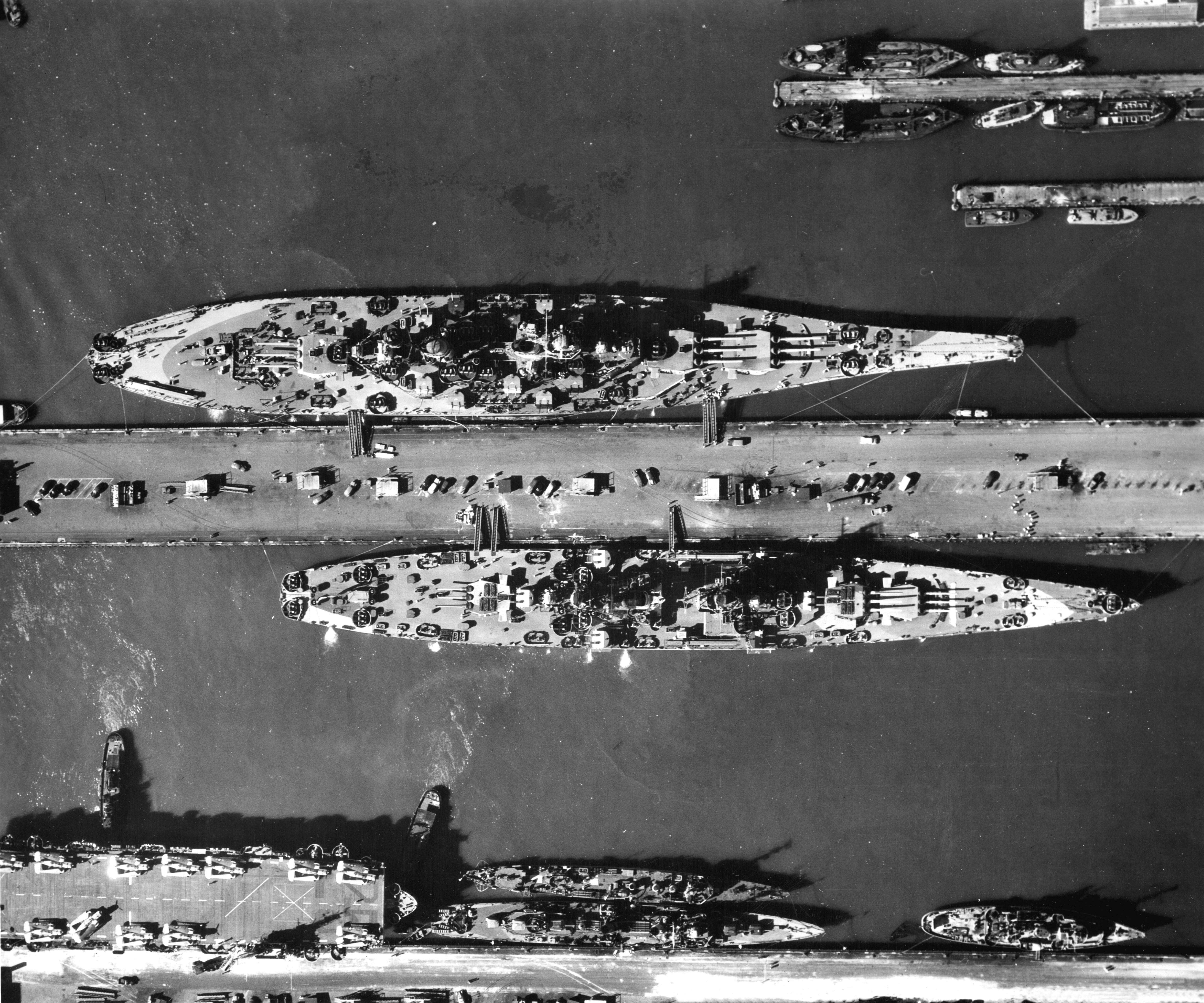
1944年8月、ノーフォーク海軍基地におけるミズーリ（上）とアラスカ級大型巡洋艦アラスカ（下）

ミズーリは1940年6月12日に建造発注され、ブルックリンのニューヨーク海軍工廠1941年1月6日に起工、1944年1月29日にメアリー・マーガレット・トルーマン（ミズーリ州選出上院議員ハリー・S・トルーマンの娘）によって命名、進水した。1944年6月11日にアメリカ海軍最後の戦艦として初代艦長ウィリアム・M・キャラハン大佐の指揮下就役した。

### 第二次世界大戦
ニューヨーク沖での慣熟訓練及びチェサピーク湾での戦闘訓練の後、ノーフォークを11月11日に出航、パナマ運河を11月18日に通過しサンフランシスコで艦隊旗艦としての最終調整を行った。就役直後は灰色2色に黒を交えた雲形迷彩（Ms.32/22D）が施されていた。サンフランシスコを12月14日に出航し、12月24日に真珠湾に到着した。1945年1月2日にハワイを出発し1月13日にウルシー泊地に到着、そこでマーク・ミッチャー海軍中将率いる第58任務部隊臨時司令部に任ぜられた。1月27日にレキシントン任務グループの護衛任務に出発、2月16日に空母部隊は1942年4月18日のドーリットル空襲以来の日本本土空襲を行った。
その後空母部隊と共に硫黄島に向かい、2月19日の上陸作戦に対して支援艦砲射撃を実施した。第58任務部隊は3月5日にウルシー泊地に帰還し、ヨークタウン空母任務グループへ配属された。3月14日にウルシー泊地を出航、部隊は日本本土に向かった。3月18日に開始した瀬戸内海沿岸に対する攻撃で、4機の日本軍機を撃墜した。
瀬戸内海および本州南西部の飛行場、海軍基地に対する攻撃は継続された。日本軍の反撃により3月19日にフランクリンが2発の爆弾を被弾し大きな損害を受け、フランクリンは14ノット（26km/h）の速度で重巡洋艦ピッツバーグに曳航された。ミズーリを含む空母機動部隊はフランクリンの護衛を3月22日のウルシー泊地到着まで行った。その後、沖縄攻略前の艦砲射撃のため再び日本に向った。
3月24日、第58任務部隊と共に沖縄南東部海岸に対して砲撃を行った。海兵隊と陸軍部隊が4月1日の朝に上陸を決行すると、再び空母護衛部隊と合流した。空母艦載機部隊は4月7日に戦艦大和を撃沈し、3隻の駆逐艦を大きく破壊、4隻の駆逐艦が長崎の佐世保へ後退した。
4月11日午後、特攻機（爆装零戦）1機が低空飛行で右舷甲板に突入した。突入機の右翼は第3副砲塔上にぶつかり、燃料に引火した。表面に軽微な損傷を受けたが、速やかに鎮火した。この攻撃の跡は現在も船体に残っている。突入機の操縦員の遺体の一部が40mm機銃座から回収され、ミズーリのウィリアム・キャラハン艦長はこの操縦員を名誉を持って自らの任務を全うしたとして海軍式の水葬で弔うことを決定した。乗組員からは反対もあったが、艦長の命により翌日水葬が執り行われた。この操縦員の官姓名は長らく不詳であったが、ミズーリ記念館の調査の結果、鹿屋航空基地を出撃した第五建武隊の石野節雄二等兵曹機であったと判明した（同時に突入した同じく第五建武隊石井兼吉二等兵曹機の可能性もある。突入できなかった機は対空砲火により撃墜された）。艦上で行われた葬儀はこの1回のみであった。

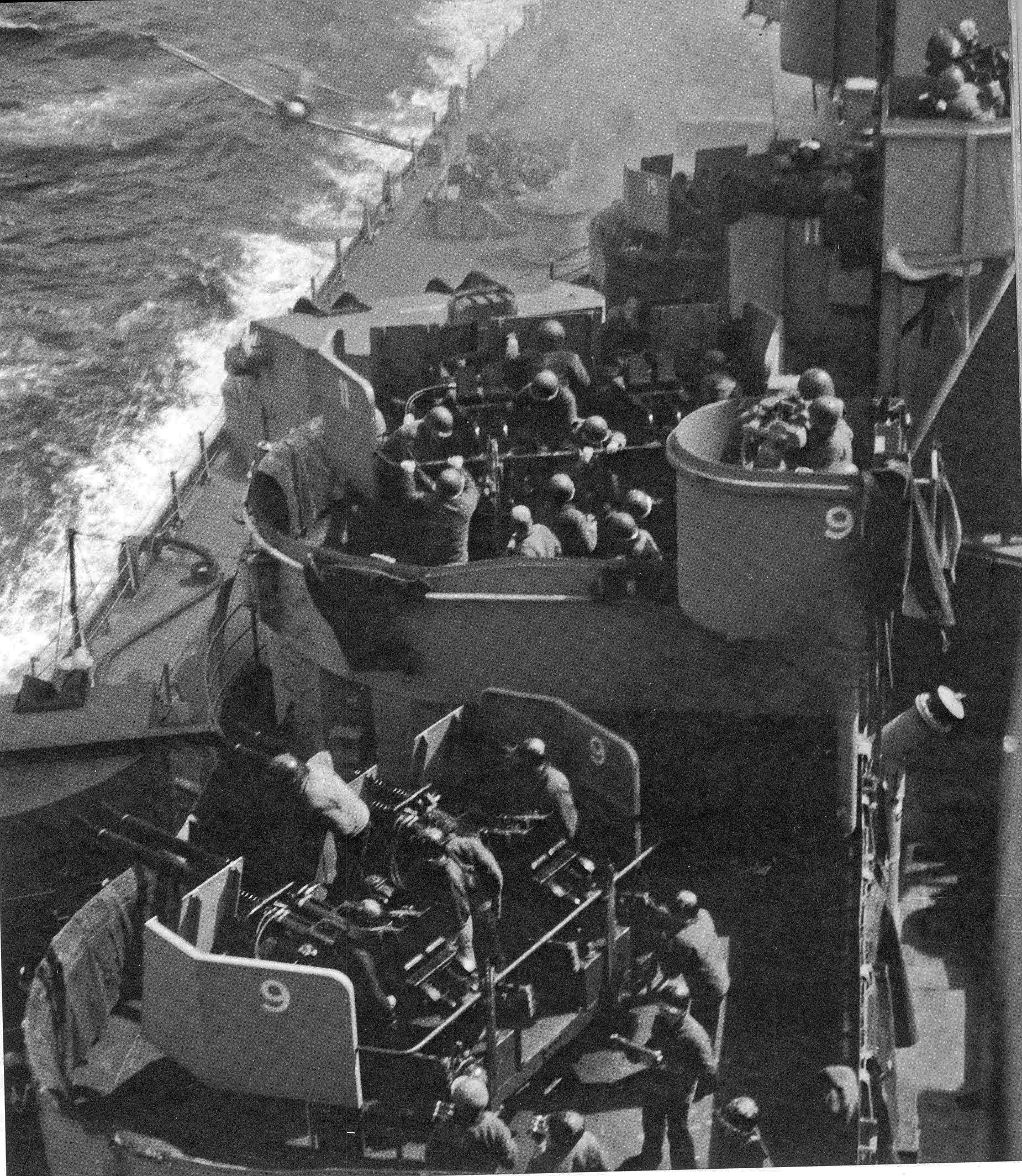
ミズーリへの特攻機の突入

4月17日23:05ごろ、艦隊から19kmの水域に敵潜水艦を発見する。その報により空母バターンおよび4隻の駆逐艦による対潜水艦攻撃が行われ、部隊は伊号第五六潜水艦を撃沈した。
5月5日に沖縄沖で空母機動部隊から離れウルシー泊地へ向かった。沖縄戦で5機の敵機を撃墜、6機の破壊を支援し、空母機動部隊に対する敵の12回に及ぶ昼間攻撃と4回の夜間攻撃を撃退した。その主砲による砲撃でいくつかの沿岸砲台、多くの軍事施設、官庁および産業施設を破壊した。
5月9日にウルシー泊地に到着し、18日にグアムのアプラ港に到着した。同日午後、第3艦隊司令長官 ウィリアム・ハルゼー海軍大将は提督旗を掲揚しミズーリも艦隊旗艦となった。5月21日に出航し、5月27日には再び沖縄近海で艦砲射撃を行った。ミズーリは第3艦隊を率いて6月2日、3日の両日にわたり九州南部の飛行場に対して攻撃を実施した。6月5日、6日は嵐を避けて出港し、いくつかの固定器具が破損したものの大きな損害は受けなかった。艦隊は6月8日に再び九州を攻撃し、その後レイテ島に向かった。レイテ島のサンペドロ湾には6月13日到着した。
ミズーリは第3艦隊を率いて日本本土に対する攻撃の準備を行った。艦隊は7月8日に日本本土に接近し、10日に東京を攻撃した。その後7月13日から15日にかけて北海道室蘭市の製鉄所を砲撃した（室蘭艦砲射撃）。これは日本本土に対する最初の大規模な砲撃であった。7月15日午前9時35分ごろ砲撃は始まり、およそ800発の砲弾が撃ち込まれた。この砲撃で日本製鋼所室蘭製鋼所、日本製鐵輪西製鉄所が破壊され、多数の死傷者（民間人：439人）が出た。室蘭八幡宮にはこの艦砲射撃による犠牲者の慰霊碑が建立されている。
7月17日、18日には茨城県日立市および勝田町（現ひたちなか市）の工業地帯を砲撃した。その後7月25日まで艦載機による空襲が継続され、空母の護衛任務についた。7月末にはもはや燃料が底をついた日本軍に制海権は殆ど無く、アメリカ艦隊を中心とした連合国軍の艦艇は日本近海で自由な活動を行った。
北海道および本州北部への攻撃は長崎原爆投下日である8月9日に再開された。翌日の20:54、本艦乗員は非公式ニュースとして「天皇の身分が保障されるならば日本は降伏する準備ができていた」という知らせを聞き、衝撃を覚えていた。8月15日の07:45、トルーマン大統領は日本のポツダム宣言受諾を発表した。

### 降伏文書調印式

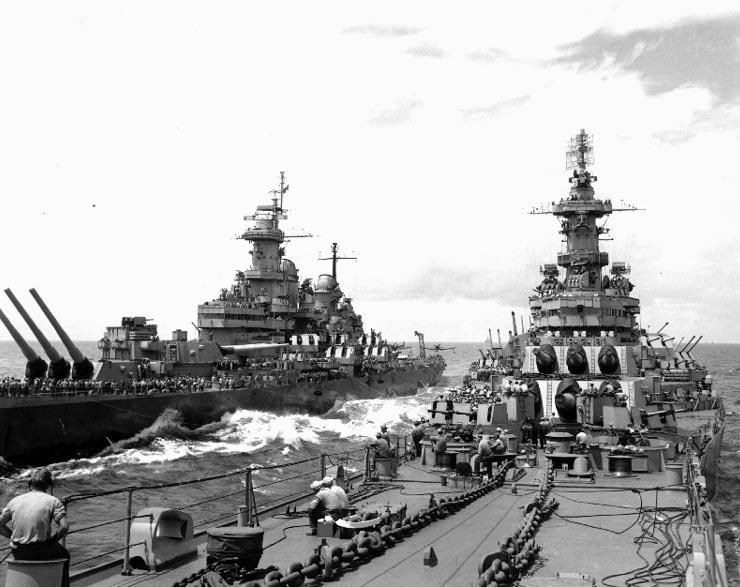
1945年8月20日、ミズーリ（左）とアイオワ（右）

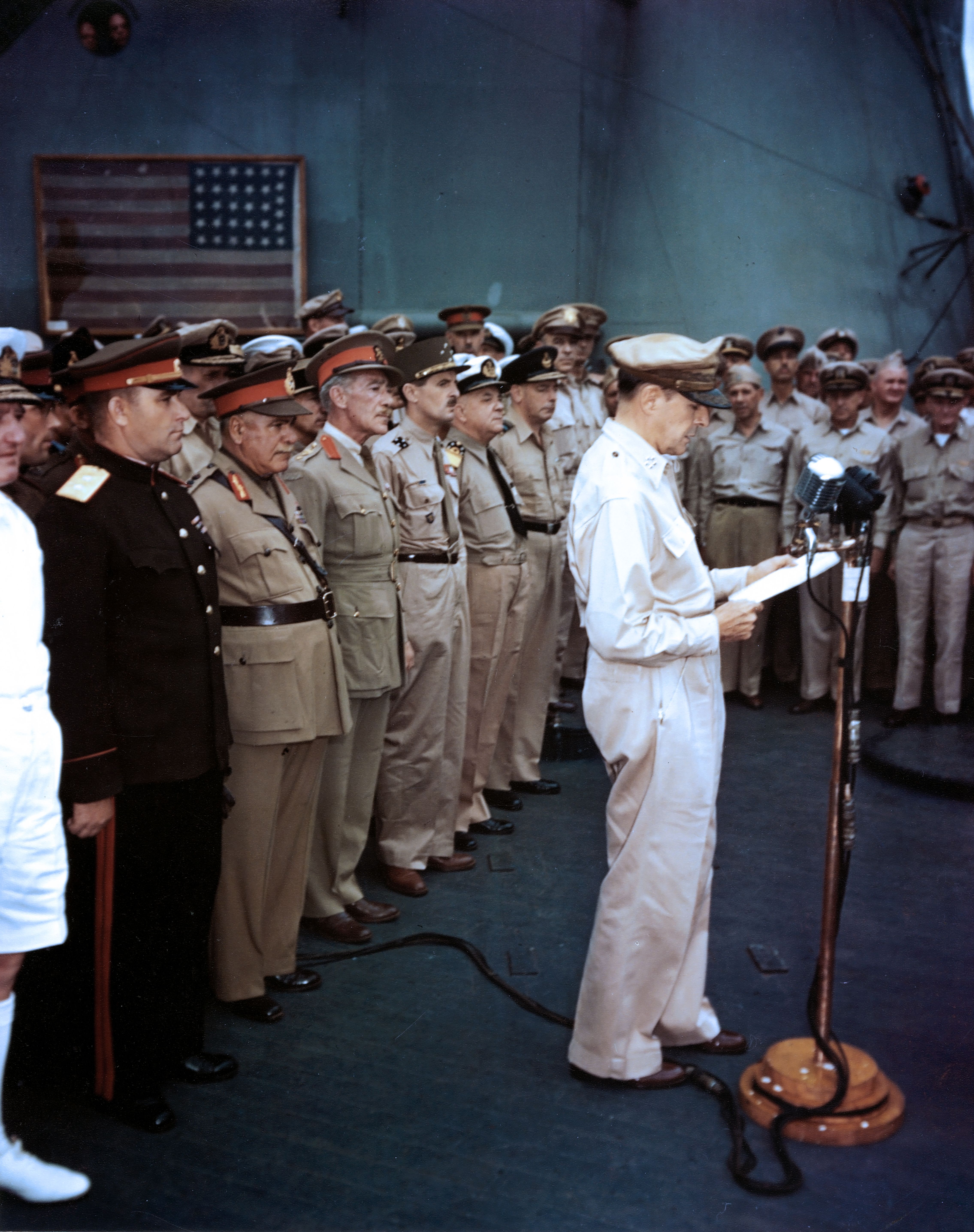
左側の31州の星条旗は、使用当時、江戸時代の黒船来航のマシュー・ペリー提督らが使用していた実物である。

イギリス海軍太平洋艦隊司令官ブルース・フレーザー海軍大将は8月16日に乗艦し、ハルゼーに大英帝国勲章を授与した。8月21日に東京に上陸する占領部隊のため200名の士官及び兵士をアイオワに移乗させた。その後8月29日に降伏調印式準備のため東京湾に入った。
大日本帝国政府および大日本帝国陸軍・大日本帝国海軍の降伏文書調印式は、9月2日に東京湾（中ノ瀬水道中央部千葉県よりの海域）に停泊中の本艦甲板上で行われ、アメリカ合衆国・イギリス・フランス・オランダ・中華民国・カナダ・ソビエト連邦・オーストラリア・ニュージーランドが調印して、日本の降伏を受け入れた（対日戦勝記念日）。
全ての連合国軍高官がミズーリに乗艦した。チェスター・ニミッツ海軍元帥は8:00直後に乗艦した。連合軍最高司令官ダグラス・マッカーサー陸軍元帥は8:43に乗艦し、日本側全権代表団は8:56に到着した。アメリカ海軍では、乗艦している最先任の海軍将官の将旗のみをメインマストに掲げると規定されているが、降伏調印式では、マッカーサーの要求で例外的に、海軍元帥の将旗だけでなく、陸軍元帥の将旗も掲げられた。9:02にマッカーサー元帥がマイクの前に進み、降伏調印式は23分間にわたって世界中に放送された。式中甲板は2枚の星条旗で飾られた。1枚は真珠湾攻撃時にホワイトハウスに飾られていた物（48州の星が描かれた星条旗）、もう1枚は1853年の黒船来航で東京湾に現れたマシュー・ペリーの艦隊が掲げていた物（31州の星が描かれた星条旗）である。
9月5日の午後、ハルゼー提督は旗艦を戦艦サウスダコタに移し、翌日早朝東京湾を出航した。途中グアム島で乗客を乗せ、続いて随行艦なしでハワイの真珠湾に9月20日到着した。9月28日の午後にはニミッツ提督の提督旗を掲揚した。
調印式の撮影は海兵隊の従軍写真家だったデビッド・ダグラス・ダンカンが行った。

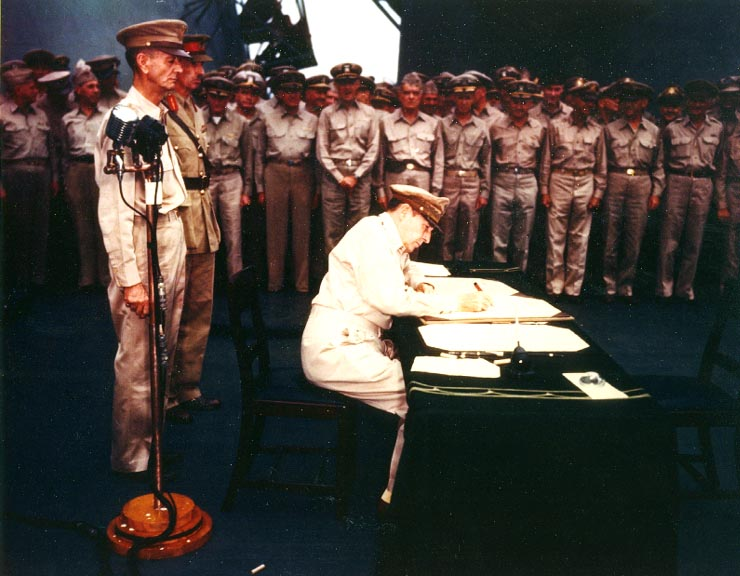
調印するダグラス・マッカーサー陸軍元帥
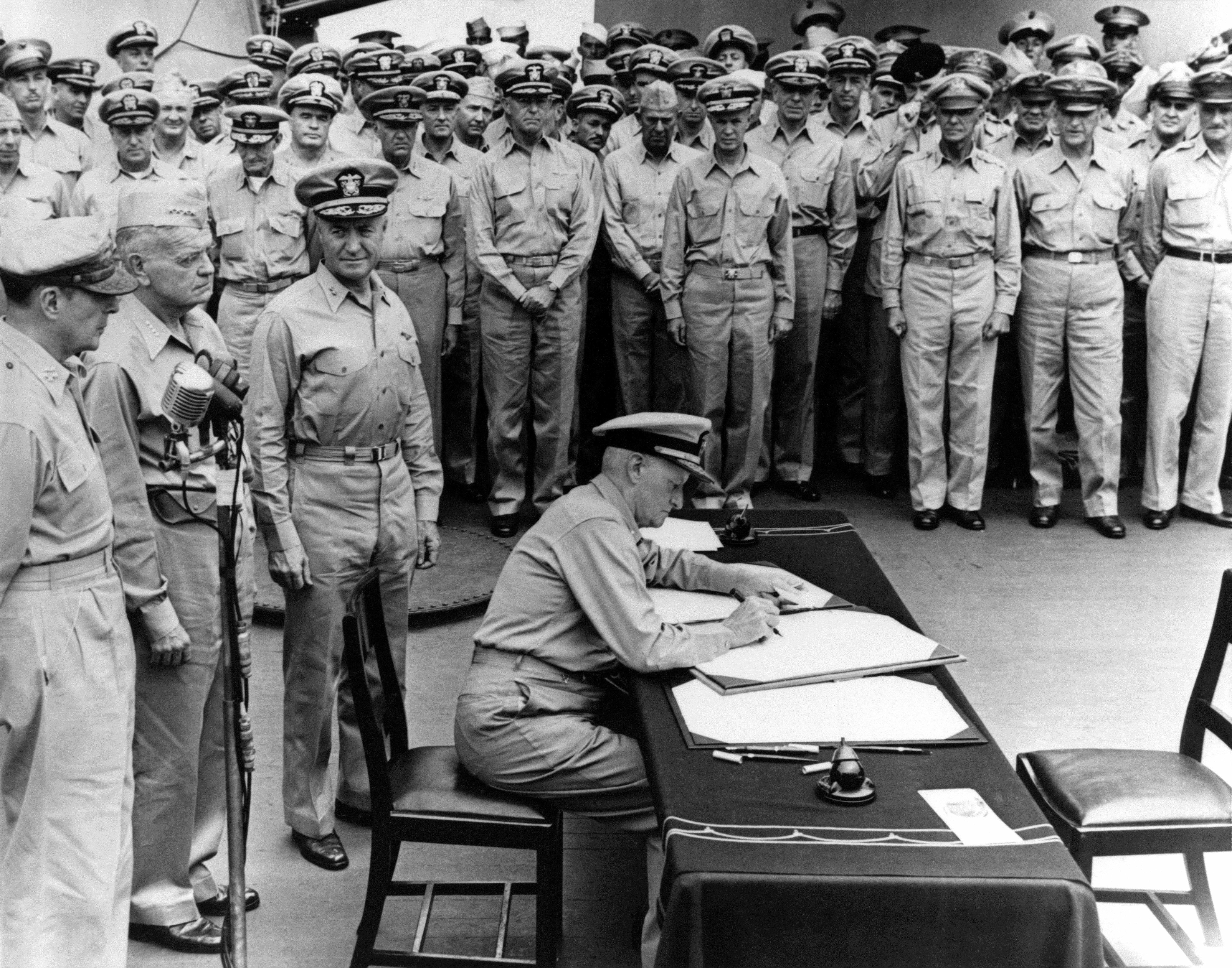
調印するチェスター・ニミッツ海軍元帥
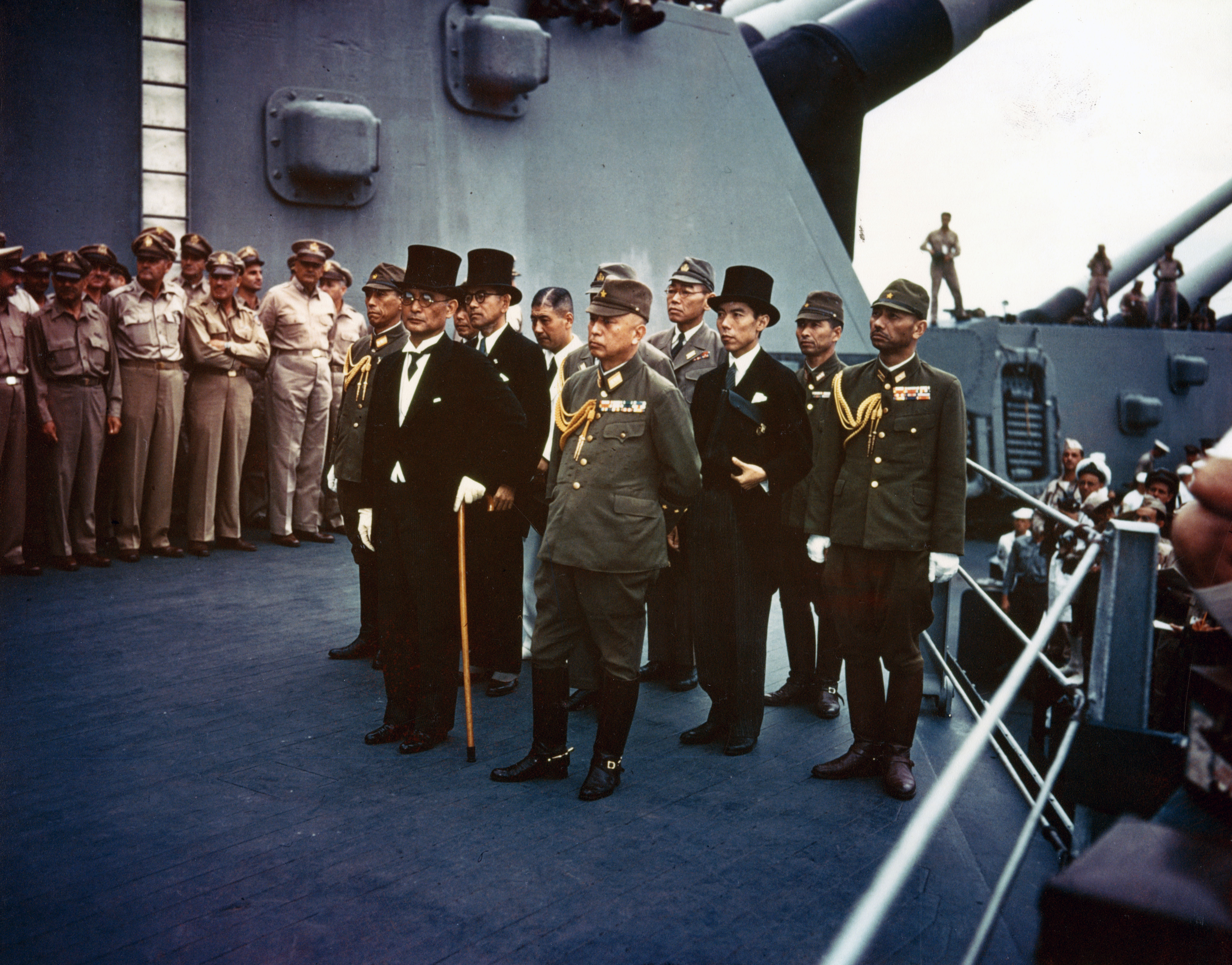
日本側全権代表団
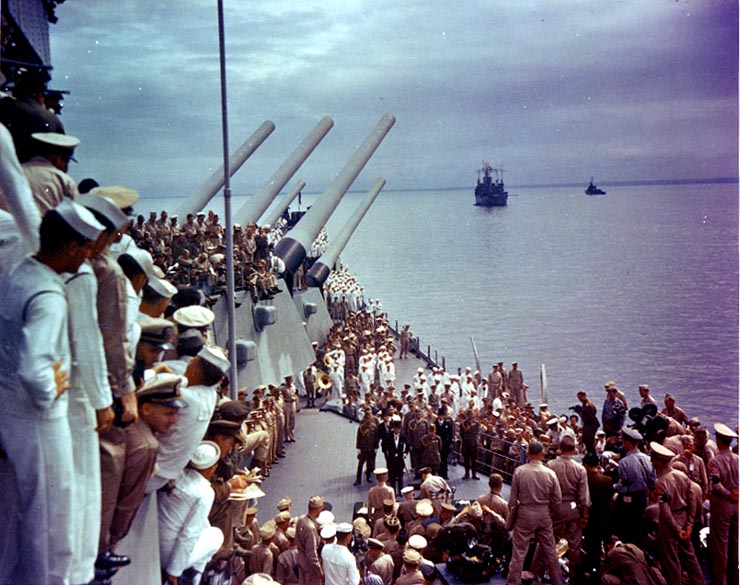
ミズーリ艦上における降伏文書調印式
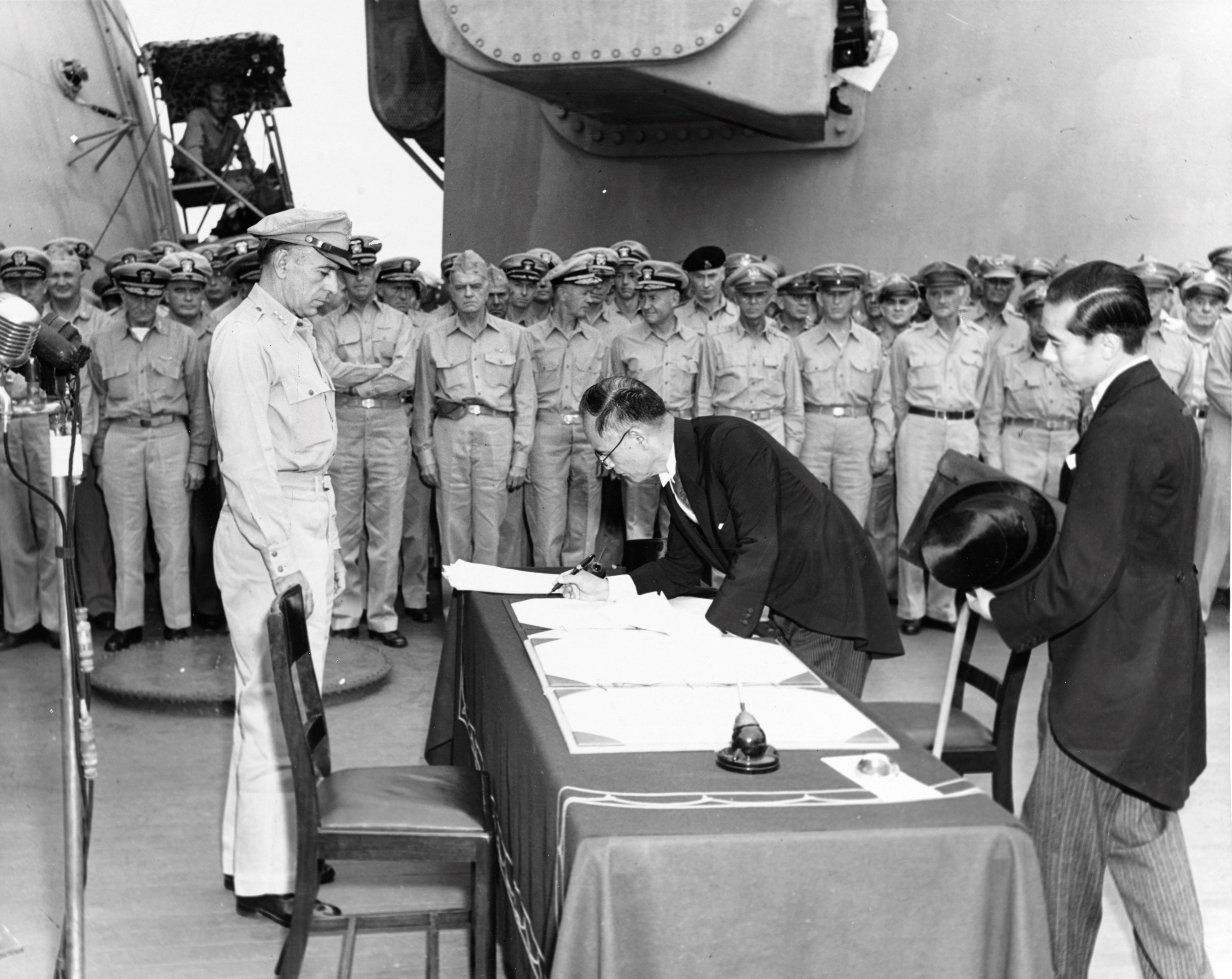
調印する政府全権重光葵
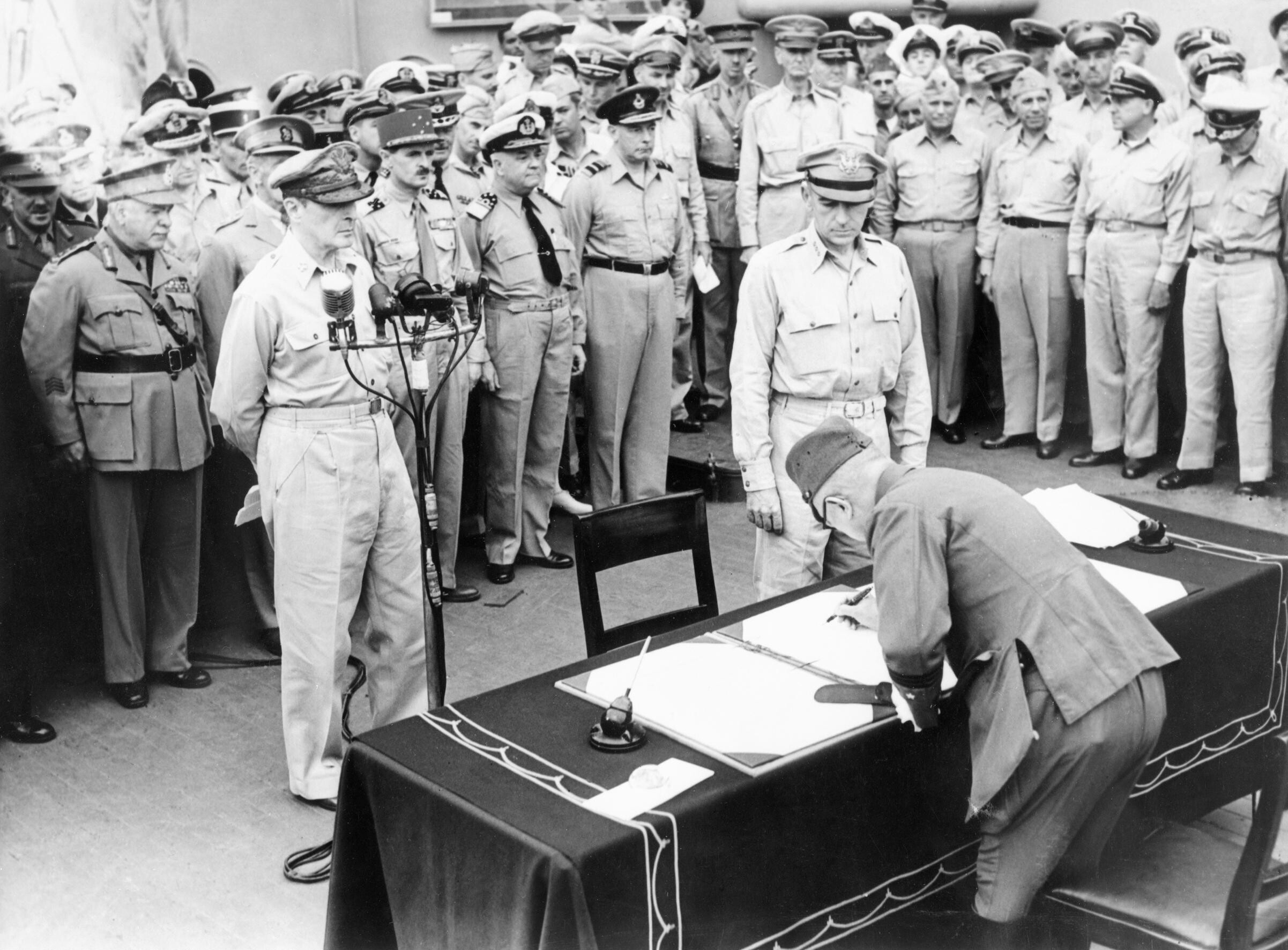
調印する大本営全権梅津美治郎陸軍大将
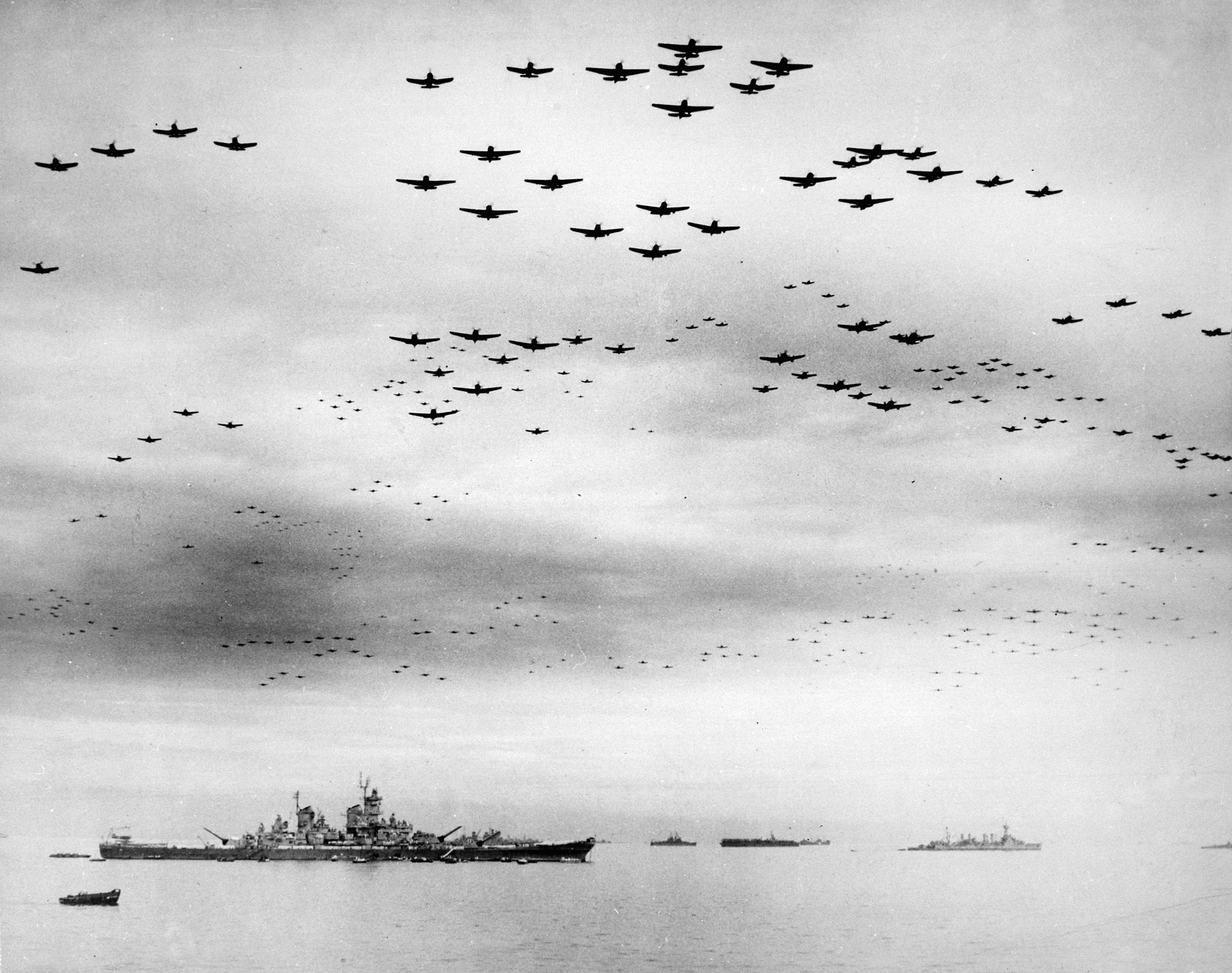
祝賀飛行する米軍機編隊
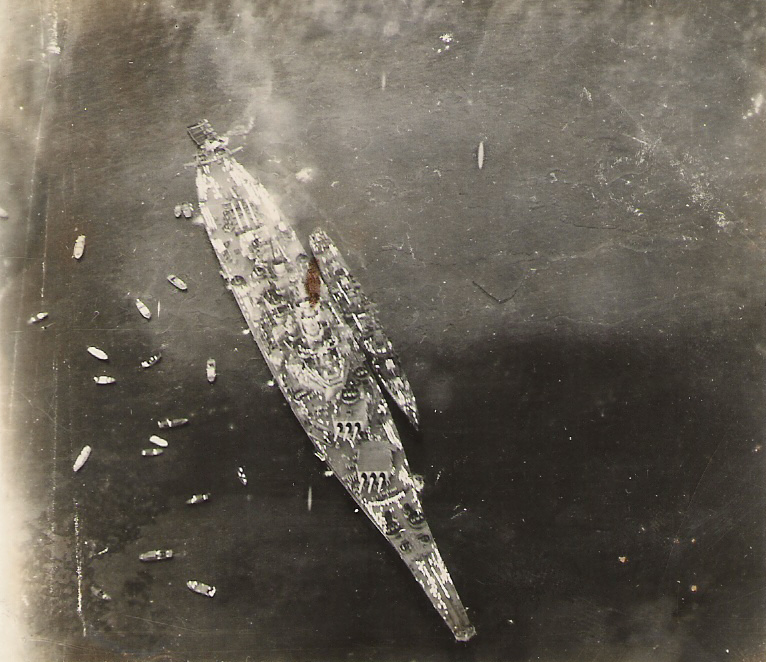
祝賀飛行中のB-29から撮影されたミズーリ。左舷側はフレッチャー級駆逐艦ニコラスまたはテイラー
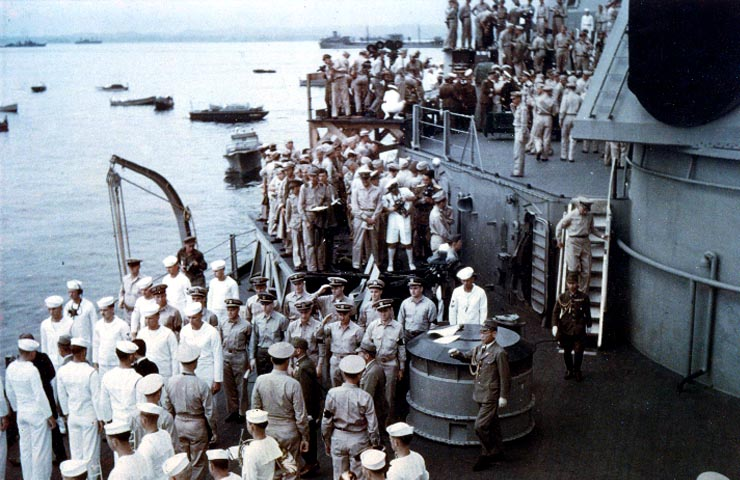
退艦する日本側全権代表団

### 戦後

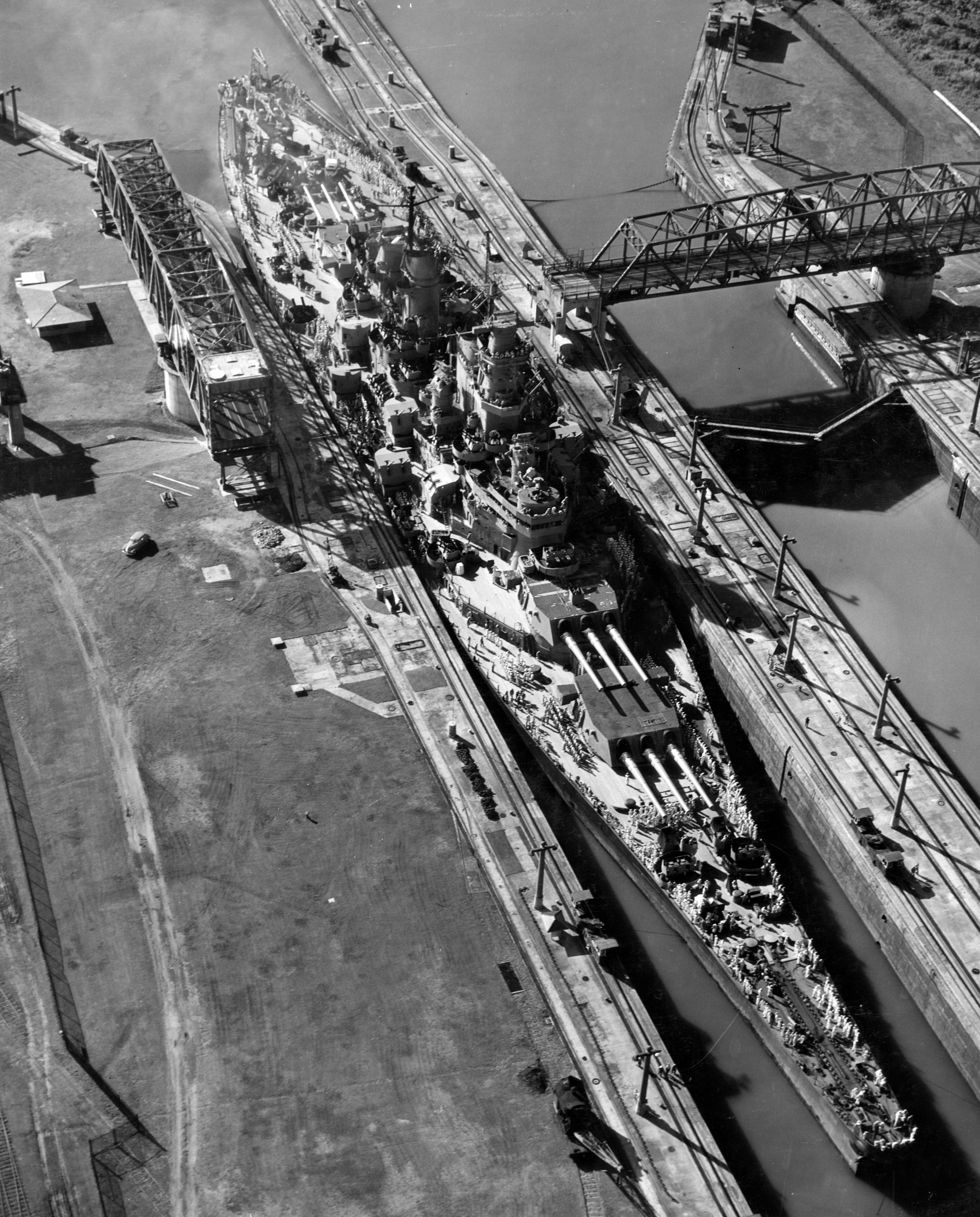
1945年10月、パナマ運河を通過中のミズーリ

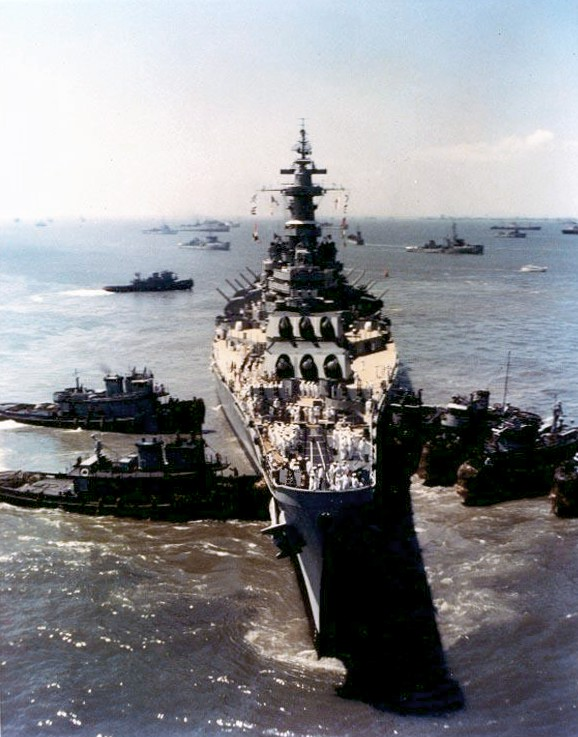
1950年1月、座礁したミズーリ

翌日真珠湾を出発し、パナマ運河を通過して、アメリカ東海岸に向かった。1945年10月23日にニューヨークに到着し、大西洋艦隊司令官ジョナス・イングラム提督の旗を掲揚した。4日後、海軍記念日式典でトルーマン大統領が乗艦し、21発の礼砲を発射した。
ニューヨーク海軍工廠でのオーバーホールおよびキューバへの訓練航海後、ニューヨークへ戻った。1946年3月21日の午後、駐米トルコ大使メフメト・ムニール・アーテガンの遺体を乗艦させトルコへ搬送した。3月22日にジブラルタルに向けて出航し4月5日にボスポラス海峡に停泊した。前大使の葬儀の間に19発の礼砲を発射した。
イスタンブールを4月9日に出発し、ギリシャ、ピレウスのファレロン湾に入港した。翌日ギリシャの政府高官及び市民による盛大な歓迎がなされた。当時はソ連と共産主義の脅威が地中海の各地域に影響を及ぼし、ギリシャでは内戦が勃発していた。地中海東部への航海はギリシャとトルコを勇気づけ、ニュース・メディアは両国の独立維持に対するアメリカ合衆国のシンボルであると報じた。
ピレウスを4月26日に出港し、アルジェおよびタンジールに寄港、ノーフォークには5月9日に到着した。5月12日にクレブラ島に向けて出港し、ミッチャー提督率いる第8艦隊に加わり、戦後初の大西洋艦隊の大規模演習に参加した。演習が終了すると5月27日にニューヨークに帰還、翌年はデーヴィス海峡からカリブ海まで大西洋における様々な演習に参加した。
1947年8月30日に半球平和安全維持アメリカ大陸間会議のためリオデジャネイロに到着した。トルーマン大統領は米州相互援助条約（リオ条約）の署名を祝って9月2日に乗艦した。同条約は調印国に対する攻撃を全ての条約国に対する攻撃と見なすもので、モンロー主義の拡張と考えられた。
トルーマンの一家は本艦で1947年9月7日帰国し、ノーフォークに9月19日到着した。その後ニューヨークで9月23日から1948年3月10日までオーバーホールが行われた。オーバーホール後はグアンタナモ湾で訓練を行い、夏には海軍兵学校生と予備役兵の訓練航海を集中的に行った。11月1日にノーフォークを出港、デーヴィス海峡を通り北極海で寒冷地訓練を行った。続く2年間はニューイングランドからカリブ海沖での演習に参加し、夏は海軍兵学校生の訓練巡航を行った。その後1949年9月23日から1950年1月17日までノーフォーク海軍造船所でオーバーホールを実施した。
アメリカ海軍で唯一現役任務にあった本艦はハンプトン・ローズを1月17日の朝出港し、訓練水域に向かっていた。オールド・ポイント・コンフォートの近くで座礁した。喫水線から7フィートの高さに乗り上げ、約2週間立ち往生した末に、タグボートやフロートの援助で2月1日に離礁した。
艦は修理を受けたが、海軍はミズーリ退役の準備を始めた。トルーマン大統領が退役を知ったのはその直前であった。ミズーリ州出身のトルーマンは自らが大統領の座にある限り現役任務に置くように大統領命令を発した。皮肉にもこの命令を海軍は支持した。

### 朝鮮戦争

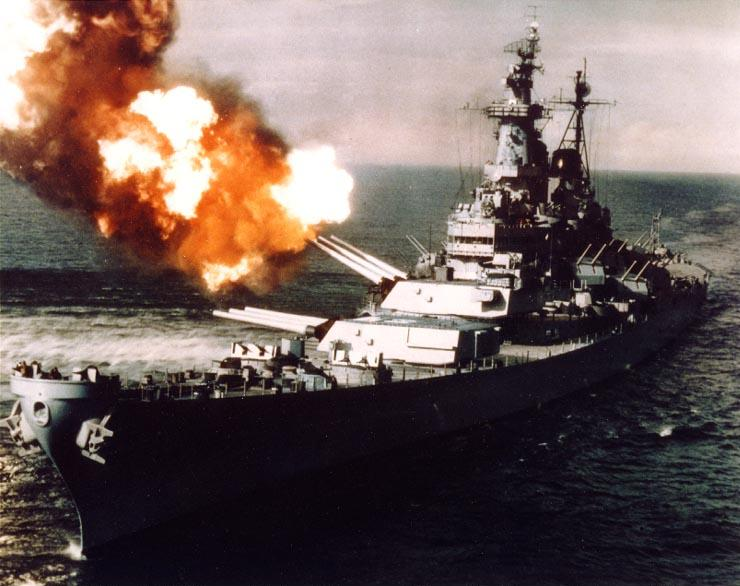
朝鮮半島沖で砲撃を行うミズーリ

1950年に北朝鮮軍が韓国に侵入、朝鮮戦争が勃発する。アメリカ合衆国は国連の名の下に戦争に介入、韓国軍支援のため朝鮮半島に軍を派遣する。大西洋艦隊から朝鮮半島の国連軍を支援するため、8月19日にノーフォークを出港した。
1950年9月14日に九州西部で国連軍に合流、A・E・スミス少将の旗艦となる。翌9月15日、マッカーサー元帥は朝鮮戦争で最も有名な戦いといえる仁川上陸作戦を行った。ミズーリは韓国水域に到着した最初のアメリカ軍戦艦として9月15日に三陟を砲撃、仁川上陸を支援した。ボルチモア級重巡ヘレナと2隻の駆逐艦と共に砲撃を行い、第8軍の攻撃を支援した。これは第二次大戦以来、初の砲撃であった。
9月19日に仁川に到着、10月10日には第5巡洋艦部隊指揮官のJ・M・ヒギンズ少将が乗艦し旗艦となった。10月14日には佐世保に到着、第7艦隊指揮官A・D・ストラブル少将の旗艦となる。
仁川上陸により国連軍は北朝鮮軍の補給路を切断し、結果北朝鮮軍は北へ退却し国連軍が追撃することになった。それまで国連軍は北朝鮮軍部隊だけを攻撃してきたが、中国への侵攻に関して国連軍司令官の間で論争が生じた。戦線が中国国境に接近したと共に、中国は北朝鮮軍の退却を緊密に監視していた。中国は自国の防衛に関していくつかの警告をすでに発していたが、北朝鮮軍が国連軍を撃退できないことが明白になった時点で、行動を開始した。1950年10月19日に、彭徳懐率いる約380,000人の中国人民志願軍の兵士達が国境を越え国連軍への全面攻撃を開始した。国連軍は突然の中国軍の出現に驚き急遽退却することとなる。国連部隊はこの撤退を偽装するため再編成を行った。
この間空母ヴァリー・フォージの韓国沖での護衛任務の後、10月12日から26日まで清津および端川に対する砲撃任務に従事し、元山で再び空母護衛任務に就いた。その後ミズーリは12月23日に興南方面に移動し国連軍の退却支援を行った。最後の部隊であるアメリカ陸軍第3歩兵師団が海岸に到達した24日まで、ミズーリは興南に対して砲撃を続けた。
1951年3月19日まで空母部隊との作戦と朝鮮半島東海岸沖での艦砲射撃を続けた。3月24日に横須賀に到着し4日後に極東での任務を解除される。横須賀を3月28日に出航し、ハワイに寄港する。4月27日、ノーフォークに到着すると大西洋艦隊巡航部隊司令官ジェームズ・L・ホロウェイジュニア少将の旗艦となった。1951年夏に海軍兵学校生を乗艦させ北ヨーロッパへの訓練航海を2度行った。ミズーリは10月18日にオーバーホールのためノーフォーク海軍造船所に入り、1952年1月30日まで作業は続けられた。
冬から春にかけてのグアンタナモ湾での訓練に続いて、ニューヨークを訪れた後ノーフォークから再び海軍兵学校生を乗艦させ6月9日に出航した。ノーフォークへは8月4日に帰還し、朝鮮半島水域に展開する準備のため再びノーフォーク海軍造船所に入った。
1952年9月11日にハンプトン・ローズを出航し横須賀には10月17日に到着した。10月19日に第7艦隊司令官ジョーゼフ・J・クラーク中将の旗艦となった。本艦の任務は1952年10月25日から1953年1月2日まで清津、元山、咸興、興南といった各都市に艦砲射撃を加え、地上軍支援を行うことであった。
1953年1月5日に仁川を出航すると佐世保に向かった。1月23日に国連軍総司令官マーク・W・クラーク将軍とイギリス海軍極東艦隊司令官ガイ・ラッセル提督が艦を訪れた。翌週地上軍支援のための朝鮮半島東海岸に沿った「コブラ」パトロールを再開した。元山、端川、興南、庫底に対して繰り返し行った砲撃で、東部海岸に沿った主な供給路を破壊した。最後の砲撃任務は3月25日の庫底に対するものであった。3月26日、佐世保での作業中にワーナー・R・エドサル艦長が心臓発作で急死した。
4月6日に第7艦隊旗艦任務をニュージャージーと交代した。

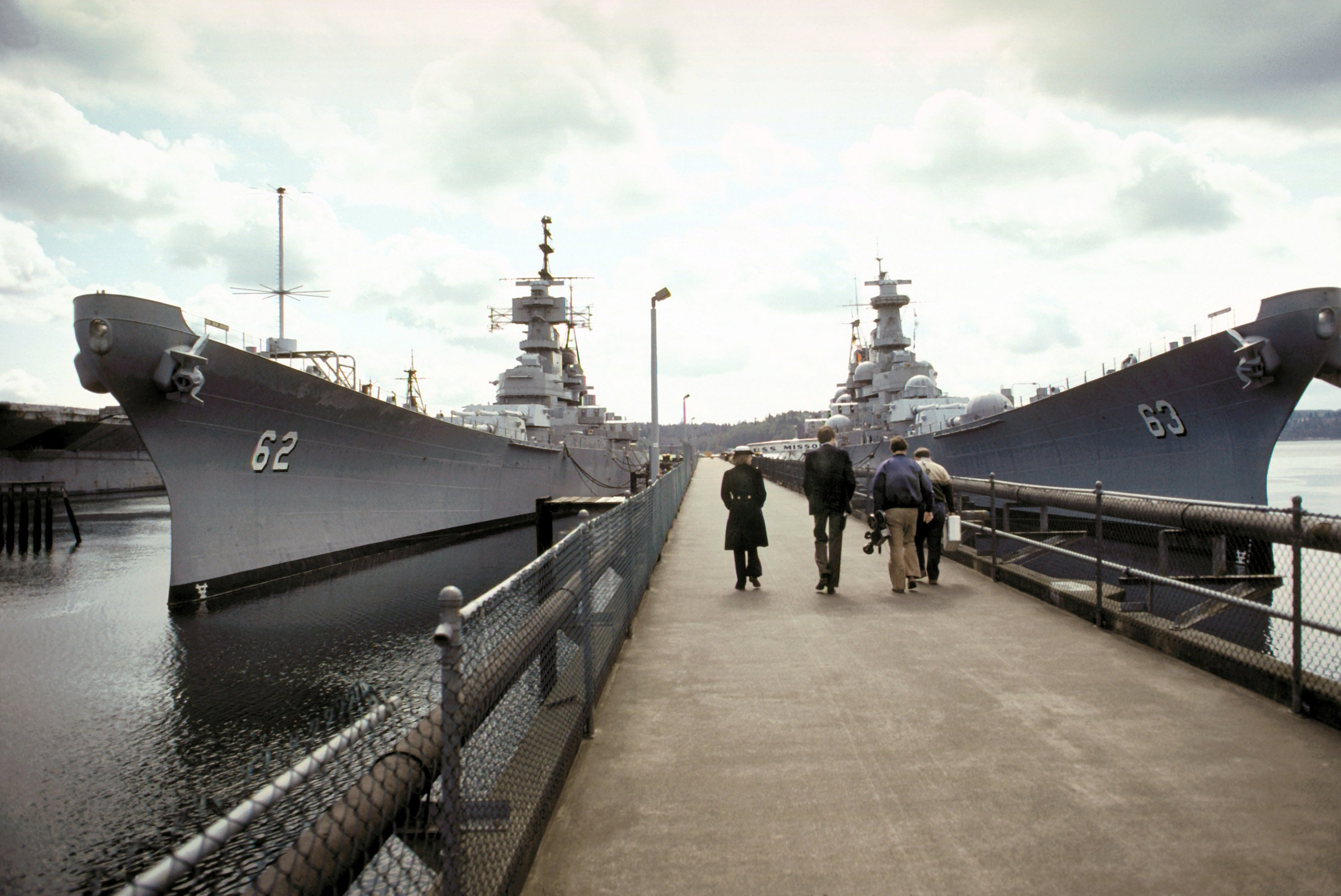
1981年7月、予備役編入中のミズーリ（右）とニュージャージー（左）

横須賀を4月7日に出港し、ノーフォークに5月4日到着した。5月14日に大西洋艦隊戦艦巡洋艦部隊指揮官E・T・ウールリッジ少将の旗艦となった。6月8日に海軍兵学校生の訓練巡航に出航、ノーフォークに8月4日帰還した。その後ノーフォーク海軍造船所で11月20日から1954年4月2日までオーバーホールを行う。ウールリッジ少将の後任R・E・カービー少将の旗艦として6月7日に海軍兵学校生の訓練巡航に出航、リスボンとシェルブールを訪れた。8月3日にノーフォークに帰還、23日に不活性化処理のため西海岸へ向かった。ロングビーチとサンフランシスコに停泊した後、9月15日にシアトルに到着、3日後にピュージェット・サウンド海軍工廠に入り1955年2月26日に退役、ブレマートンの太平洋予備役艦隊入りした。
ブレマートンへ到着すると予備役艦隊の最後の桟橋に係留された。この桟橋は最も陸地寄りで、1年あたり約180,000人の見学者が訪れ、人気のある観光名所となった。人々は降伏文書調印式場としてのミズーリを見学し、艦のそばには民間の土産物店などが建ち並ぶようになった。再び現役任務に戻るまで30年近い年月が過ぎた。

### 再就役と湾岸戦争

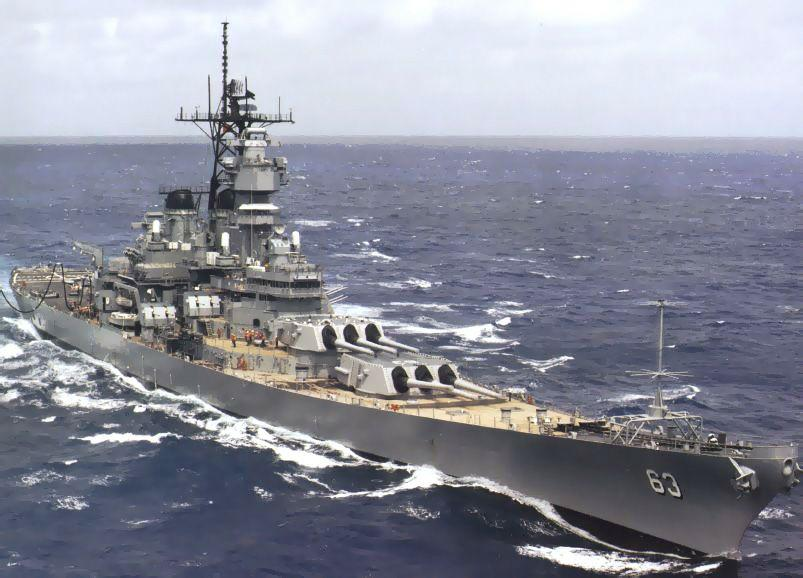
再就役後のミズーリ

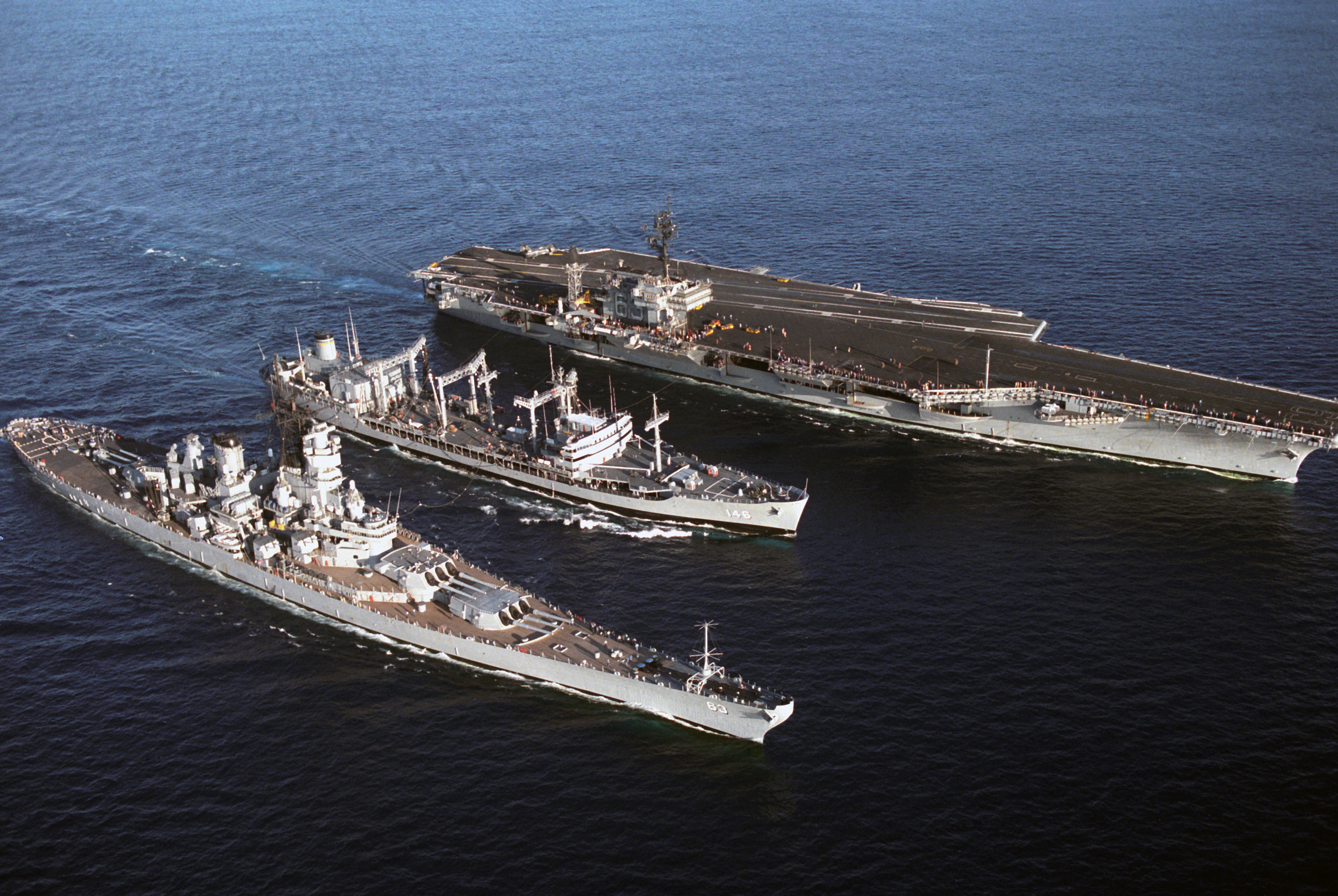
1986年7月、ミズーリ（手前）と艦隊給油艦カウィッシウィ（中央）およびキティホーク級航空母艦キティホーク（奥）

海軍長官ジョン・F・リーマンによる「600隻艦隊構想」達成の努力によりミズーリは1984年に再就役が決定し、1986年5月10日にサンフランシスコで再就役した。姉妹艦同様に最新鋭の武器類が増設された。32発のBGM-109トマホーク・ミサイル、16発のハープーン・ミサイルが発射可能な箱形発射筒、敵の対艦ミサイルを迎撃する4基のファランクスCIWSなどが増設され、最新の電子機器も搭載された。国防長官キャスパー・W・ワインバーガーは再就役式で「これはアメリカの海軍力再生を祝う一日である」と10,000人の聴衆に伝えた。乗組員には「君たちの前任者の足音を聞け。彼らは名誉と義務の重要性を君たちに語る。彼らは自身の伝統を君たちに思い出させる。」と語った。
4か月後に新たな母港のロングビーチから「自由のための強さ Strength for Freedom」のメッセージを携え8ヵ国を訪れる世界巡航に出航した。オーストラリア、ディエゴガルシア島、エジプト、トルコ、イタリア、スペイン、ポルトガルおよびパナマを訪れ、80年前にセオドア・ルーズベルト大統領がグレート・ホワイト・フリートで世界巡航を行わせて以来初めての世界巡航を行った戦艦となった。
1987年には小口径砲の増設が行われ、ペルシャ湾でのクウェート石油タンカー護衛作戦、アーネスト・ウィル作戦に参加した。7月25日にインド洋とアラビア海での6か月間の任務に出港した。熱く緊張した海上で過ごした100日以上の期間は、世界巡航とは対照的なものであった。エコー戦闘グループの中心としてタンカー船団をホルムズ海峡で護衛し、火器管制システムはイランのシルクワーム・ミサイルへの警戒を継続した。
1988年前半にディエゴガルシア島、オーストラリア、ハワイ経由で帰国した。数か月後にリムパック参加のため再びハワイ水域に向かう。同演習にはオーストラリア、カナダ、日本およびアメリカから50,000名以上の兵員と多数の艦艇が参加した。ミズーリの1988年の訪問港には、バンクーバー、ビクトリア、サンディエゴ、シアトルおよびブレマートンが含まれていた。
1989年は艦歴において消耗の年であった。年の初めは定期保守をロングビーチ海軍造船所で行い、独立記念日週末は花火で飾られた。数か月後に太平洋演習（PacEx）'89に向けて出港し姉妹艦のニュージャージーと共に原子力空母エンタープライズ及びニミッツのために砲撃デモンストレーションを行った。PacExのハイライトは釜山港訪問であった。1990年には再びアメリカ軍に加えてオーストラリア、カナダ、日本および韓国によるリムパックに参加した。

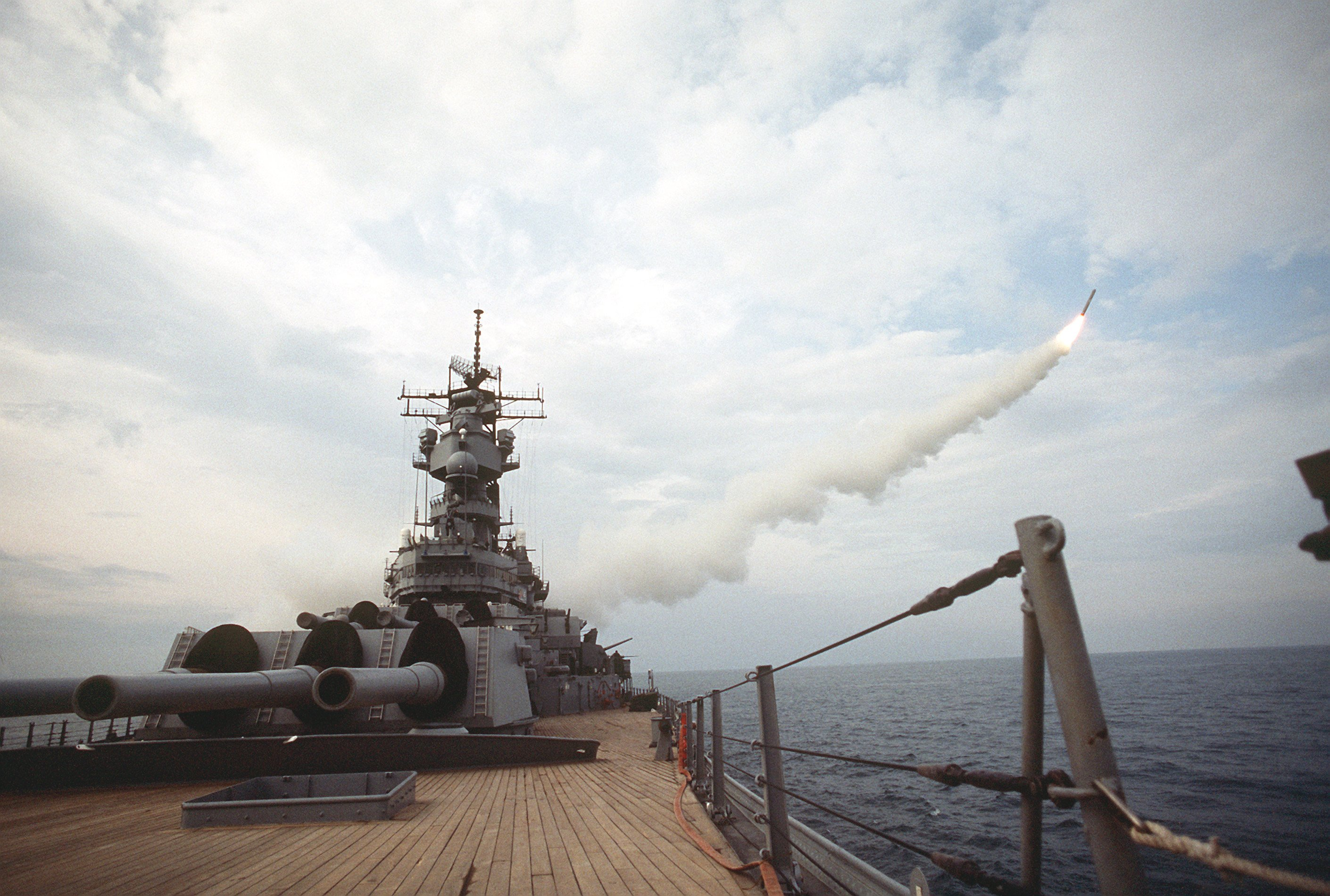
1991年1月、トマホークを発射するミズーリ

1990年8月2日にイラク軍はクウェート侵攻を行った。同月中旬にジョージ・H・W・ブッシュ大統領はサウジアラビアおよびペルシャ湾に多国籍軍支援のため数十万に及ぶアメリカ軍の第一陣を派遣した。本艦の9月に始まる予定であった4か月間の西太平洋巡航が直前に取り消され、中東情勢に対して動員態勢で置かれた。
出動は11月中旬に命じられ、ロングビーチの6番桟橋から離れてハワイに向かい、真珠湾で感謝祭を祝った後フィリピンに向かった。スービック海軍基地での停泊後タイのパタヤに向かい、その間に砲撃及び化学兵器防護訓練を行った。
1991年1月初めにペルシャ湾に到着し、ここで火災を起こした船を救援した。その後バーレーンに向かった。バーレーンでの短期間の停泊後に北方に向かい作戦活動に従事した。1月17日、イラク領内に向けてトマホーク・ミサイルを発射し、湾岸戦争が開始された。本艦はトマホークを全部で28発をイラク領内に対し発射している。

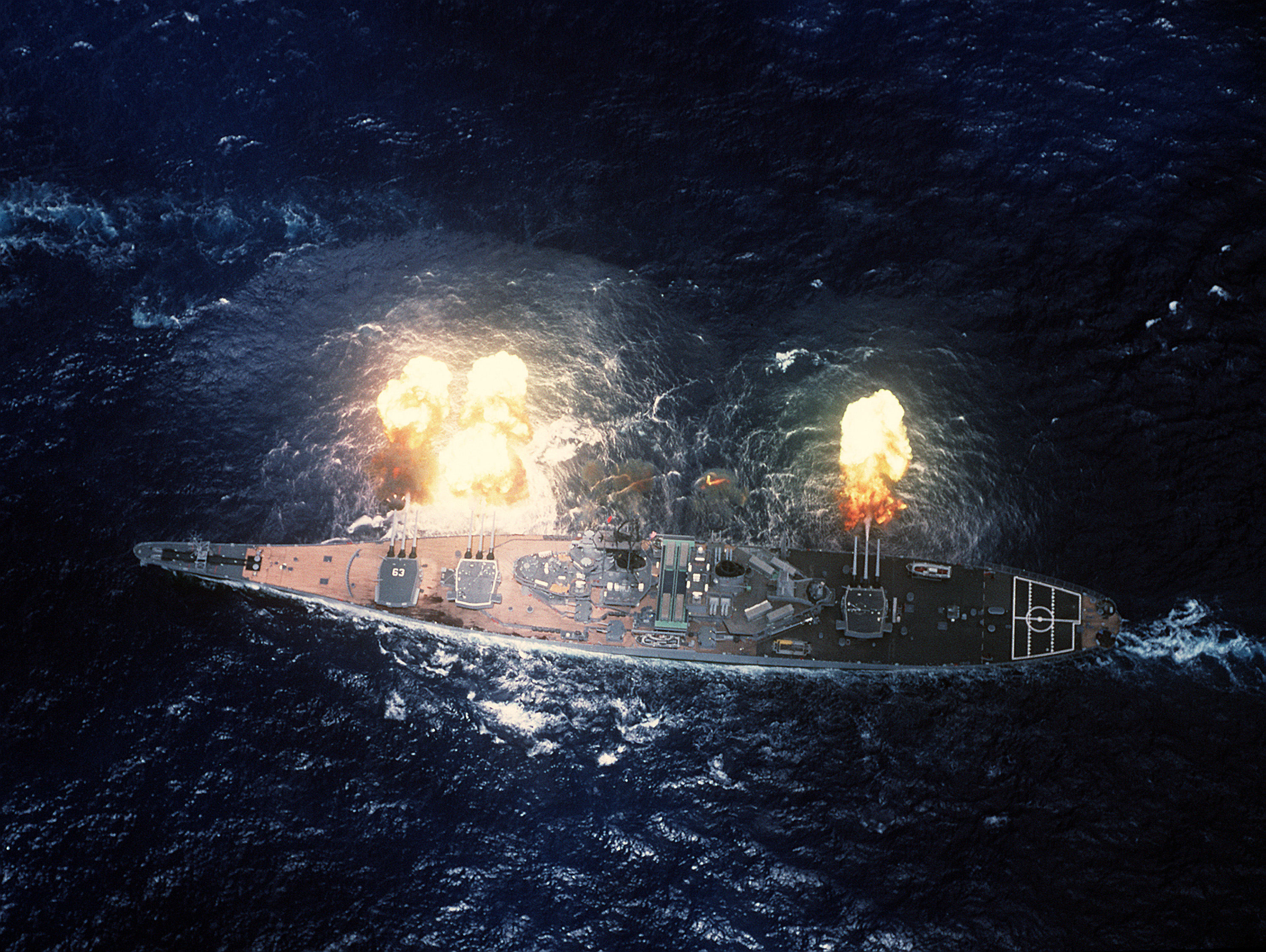
湾岸戦争での主砲斉射

1月29日、フリゲートカーツに護衛されイラク軍と交戦のため北へ移動した。湾岸戦争における最初の戦闘活動は、カフジ北部のイラク軍司令部および燃料庫に対して1,200kgの砲弾を撃ち込むことであった。これは1953年3月以来の主砲発射であった。2月5日には2度目の艦砲射撃を行い、イラク軍砲台を沈黙させた。3日間にわたってイラク軍拠点に砲撃を行い、112発の主砲弾を撃ち込んだ。姉妹艦のウィスコンシンと砲撃任務を共同で行い、2隻の戦艦は16インチ主砲でイラク軍目標を破壊した。
2月23日の夜、地上軍支援のためファイラカ島に主砲弾を発射、クウェート海岸沿いのイラク軍に上陸が間近であると信じ込ませた。フリゲートマッキナニーに護衛されたウィスコンシンは上陸の兆しにさらなる信憑性を加えるため砲撃に加わった。陽動攻撃は成功し、イラク軍は海岸に沿って防衛を強化したので多国籍軍は海岸の防衛ラインを迂回して進撃を始めた。ファイラカ島砲撃後、ウィスコンシンは着弾確認のためRQ-2 パイオニア無人偵察機を発進させた。パイオニアがファイラカ島上空に達すると、パイオニアに向けて白旗を振る数百名のイラク兵を確認した。ブッシュ大統領が攻撃停止指令を発するまで、ミズーリとウィスコンシンはイラク軍目標に対して450トンもの砲弾を撃ち込んだ。湾岸戦争中にイラク軍は2発のシルクワーム・ミサイルを発射した。1発は海に落下したが、もう1発はイギリス海軍42型駆逐艦グロスターのシーダート・ミサイル2発によって迎撃された。これは、海上での戦闘において対空ミサイルによりミサイルの撃墜に成功した最初の例とされる。なお、この際にシルクワーム・ミサイルに対抗するため発射したチャフを誤認したアメリカ海軍のミサイルフリゲートジャレットのファランクスCIWSが友軍のミズーリを誤射して水兵が負傷する事故が起きた。
イラクは1991年2月28日にソ連提案の停戦協定に同意し、湾岸戦争は終結した。3月中旬にオーストラリアのパースおよびタスマニアのホバートを経由して帰国した。

### 退役
現役末期活動としてワシントン州シアトル、ブリティッシュコロンビア州バンクーバー、カリフォルニア州サンフランシスコの訪問を行った。その後艦は1991年の感謝祭の翌日、最後の任務に出発した。「マイティ・モー」の最後の任務は太平洋を横断しハワイで真珠湾攻撃50周年記念式典に参加することであった。
1991年のソビエト連邦の崩壊に伴いアメリカ合衆国に対する脅威は低下し、国防予算の徹底的な削減が行われることとなった。戦艦を運用する高額なコストは効果のない浪費と考えられた。本艦は1992年3月31日にロングビーチで退役、これにより世界から戦艦という艦種が消滅した。最後の艦長であったアルバート・L・カイス艦長は艦の最終日報に以下のように記した。
「我々の最後の日がやってきた。今日、戦艦ミズーリの歴史の最終章が記されることになる。しばしば言われることだが、乗組員こそが艦を率いるという。これほど真実味のある言葉はない……。この偉大な艦の乗組員たる君たちこそが、この偉大な艦を率いてきたのだから。君たちは飛びきり上等な水兵と海兵であり、私は君たちと任務を果たしてきたことを誇りに思う。この偉大な艦を眠りにつかせる悲しい航海をした君たちに感謝している。ありがとう。これほど厳しい仕事はなかったことだろう。君らがこの艦の一部となっているのと同じくらいにこの艦は君らの一部となったのに、この艦を処分することが、この大航海の嘆かわしい結末なのだ。しかし、こう思って心を慰めて欲しい - 君たちは、この艦の歴史と我々以前に彼女で航海した前任者とともに日々を送ってきた。我々は彼女とともに戦争へ赴き、正々堂々と戦い、彼女の歴史にもう一つの章を書き加えた。そして、伝統ある海軍の先人たちと並ぶ位置に立つことになったのだ。君たち全てに神の御加護があるように」

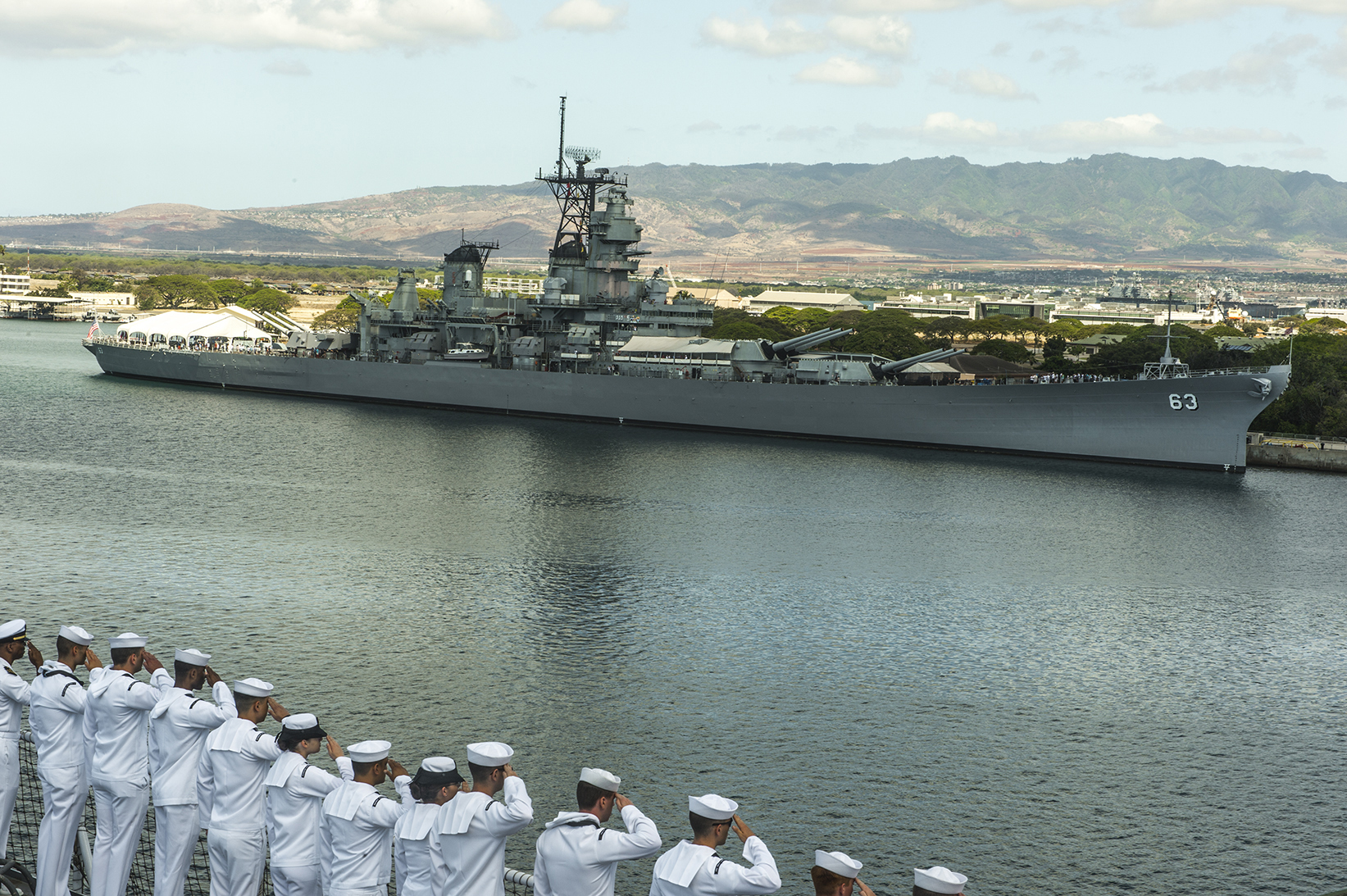
記念艦ミズーリ（2015年5月）

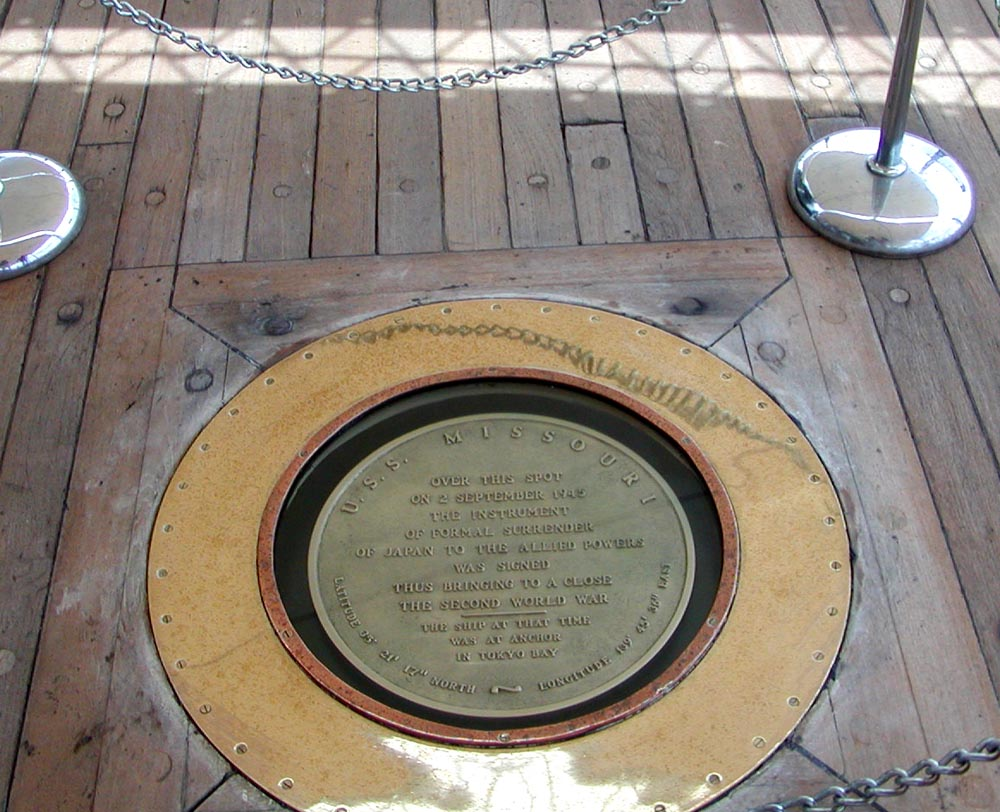
日本降伏記念のプレート

1998年5月4日に海軍長官ジョン・H・ドルトンはホノルルに所在する非営利団体の戦艦ミズーリ保存協会（USS Missouri Memorial Association, MMA）に艦を寄贈する契約書に署名した。艦はワシントン州ブレマートンから5月23日にオレゴン州アストリアの港に牽引され、コロンビア川の河口で船体に付着したフジツボや海草を除去した。2日間公開された後太平洋を牽引され、真珠湾でフォード島のドックに入った。
この頃、マイケル・ベイ監督の映画『パール・ハーバー』（2001年公開）が撮影されており、ミズーリはドリス・ミラー（キューバ・グッディング・ジュニア）が勤務する戦艦「ウェストバージニア」を演じた。ミズーリ（ウェストバージニア）の横にノックス級フリゲート「ウィップル」が停泊している。1999年1月29日、ミズーリはアリゾナ・メモリアルの後方で博物館として公開された。
当初、真珠湾でミズーリを公開するという動きには数々の抵抗があった。多くの人々が、太平洋戦争終結の象徴であるミズーリを、真珠湾攻撃を象徴するアリゾナ記念館と並んで公開することによって、戦艦「アリゾナ」の存在意義が薄れるのではないかと危惧した。これに対してミズーリはアリゾナ記念館の後方に位置し、ミズーリの後部甲板で行われる軍事セレモニー参加者がアリゾナ記念館を臨むのを妨げるように配置された。ミズーリの艦首をアリゾナ記念館に向ける決定は、アリゾナ船内に葬られる戦死者が平和の元に眠るのを見守ることができるようにという意図からなされた。これらの考えはミズーリ記念館とアリゾナ記念館の個々のアイデンティティを保持することを助け、同じ湾内に2つの記念物を保持することに対する市民の見方を改善した。
ミズーリはアメリカ海軍が完成させた最後の戦艦で、日本の降伏調印がなされたことで1971年5月14日に国定歴史記念史跡に指定された。しかし、アメリカ国定歴史建造物としての資格は有していない。その理由は1986年の再就役で近代化されたときにオリジナルの設備の多くが撤去され、新装備を配置する目的で多くの改造がなされたためである。これは歴史的意義の大きな損失であるが、ミズーリはその歴史における地位を新たに確保し、真珠湾での博物館としての公開は、将来の世代がミズーリの貢献を忘れないことを確実なものとした。
ミズーリは第二次世界大戦の戦功で3つの、朝鮮戦争の戦功で5つの、湾岸戦争の戦功で3つの従軍星章を受章した。

### 現在の状態

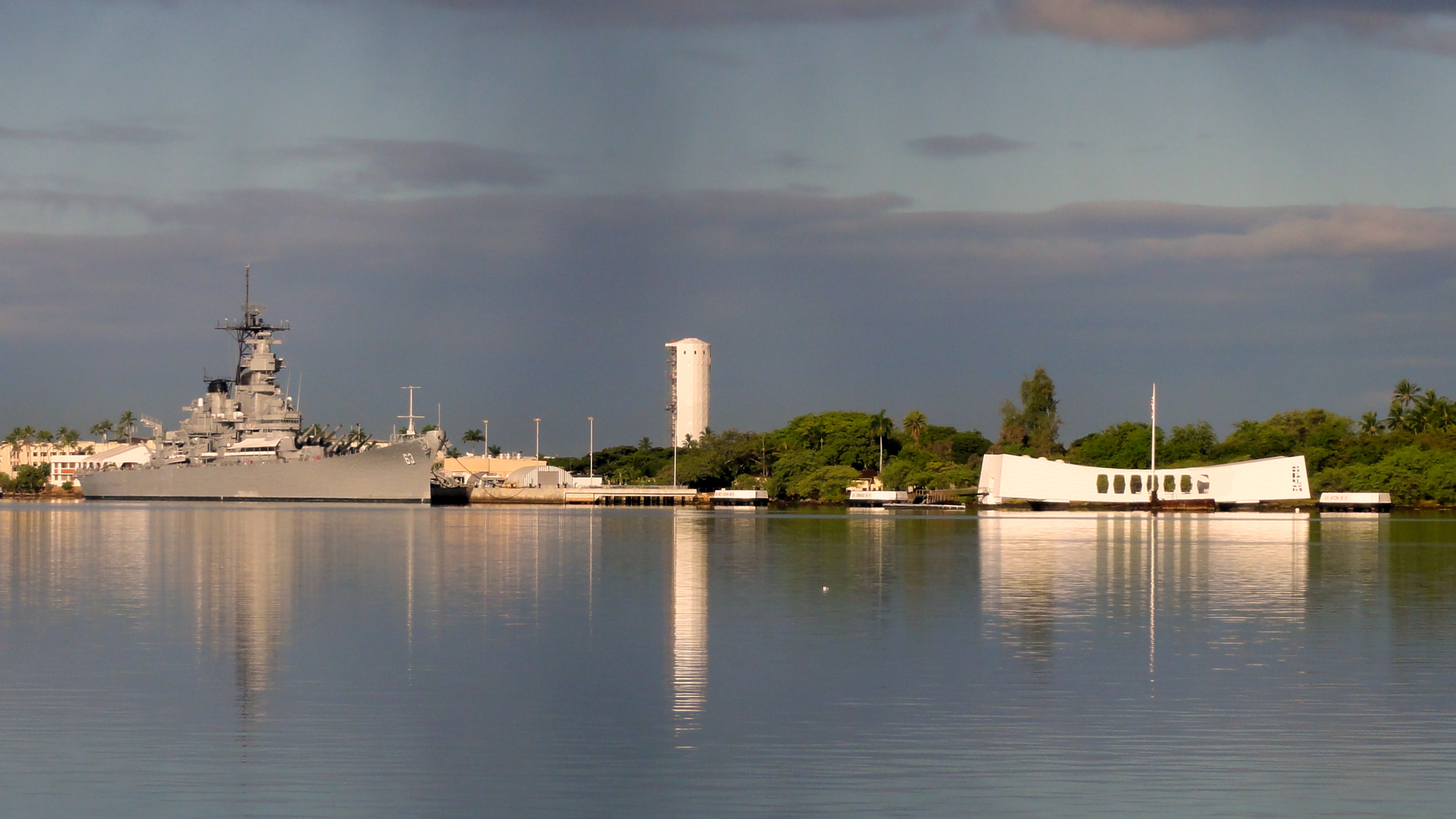
戦艦ミズーリとアリゾナ記念館

2016年現在、見学できるのは露天の最上甲板と、艦上構造物内の司令塔と士官室、トイレやシャワールーム、後部甲板直下の食堂付近のみである。
船体内部については後部の食堂付近以外には立ち入りできない。そのほかの部分も見学できるツアーもあるが、別に申し込みが必要となる。例えば深部探検ツアーでは機関室や工作室、射撃指令所、発電所なども見学できるが、48時間前までに予約が必要である。日本語での予約も可能。2009年現在で別途33ドルが必要。
艦内は冷暖房が効いているが、これは陸上より供給される電力で賄われている。甲板上の構造物はトマホーク発射機を含めて自由に見学できる。砲塔内部の電気機器は通電可能であり、少なくとも砲身の上げ下げは可能な状態である。沖縄で特攻機の攻撃を受けた跡は、甲板近くの舷側の小さな凹みとして残っているに過ぎないが、今日でも確認できる状態である。